# DIC川村記念美術館
DIC川村記念美術館（DICかわむらきねんびじゅつかん、英: Kawamura Memorial DIC Museum of Art）は、DIC株式会社（印刷インキ・顔料・ポリマー材などの製造・販売）が運営する私立美術館。 創業家の川村家3代・DICと関連会社が収集した美術品を公開するために、千葉県佐倉市のDIC総合研究所敷地内に1990年5月2日開館。かつての名称は川村記念美術館、2011年4月1日から現在の名称となる。2025年4月1日、佐倉市での35年間の歴史にピリオドを打ち休館（詳細後述）。2030年に、東京都港区の国際文化会館に、規模を縮小し移転・再開館予定。

## 概要
DIC（創業時は「川村インキ製造所」、美術館開館時は「大日本インキ化学工業株式会社」）の創業者・川村喜十郎をはじめとする川村家3代の収集品を公開するため、1990年（平成2年）に開館した。千葉県佐倉市郊外・広さ30万平方メートルのDIC株式会社総合研究所の敷地内の広大な庭園の中に建つ、ヨーロッパの古城かワインセラーを思わせる展示館は、海老原一郎の設計である。近現代美術のコレクションとしては、日本でも有数の規模を持っていた。
所蔵作品群は、パブロ・ピカソやクロード・モネ、ピエール＝オーギュスト・ルノワールなどの知名度が高い大家に加え、マーク・ロスコなどの抽象表現主義、フランク・ステラらのミニマリズムなど、第二次世界大戦後の現代美術の中心地となったアメリカ合衆国の良質な作品からなり、「美術手帖」総編集長の岩渕貞哉は、「日本が誇る、至宝ともいえる美術館」と評価する。佐倉の館内には、巨大な現代美術の作品群がゆったり鑑賞できるよう、体育館を思わせる広大な展示室が設けられていた。20世紀抽象絵画の巨匠、マーク・ロスコが、ニューヨーク・シーグラム・ビルディング内にあるフォーシーズンズ・レストランのために描いた7点の作品のみを展示した「ロスコ・ルーム」は白眉であり、岩渕は「ロスコが最良と考えた自然光に近い環境にたたずんでいると、最初は見えなかった色彩が浮かび上がってくる。他の画家の作品と並べて展示されていては得られない感覚。これが常設展示で必ず見られるのは本当に貴重で、海外からもファンが見に来るほどだ」と評価している。
一方、DICに資本効率改善の一環として美術館運営の見直しを要求した香港のヘッジファンドオアシス・マネジメント最高投資責任者のセス・フィッシャーは、その立地条件から「見学している人よりも警備員の方が多い日が目立つ」としている。
2024年8月、DICが2025年1月下旬を目処に長期休館を検討していることが報じられたが報道後、土日祝日の来館者数が発表前の5倍に急増、2025年3月下旬までは開館を続けることが2024年9月30日にDICから発表された。その後、作品の一部を東京都港区の国際文化会館に移すことを2025年3月に発表した。
またDICは、美術館の休館・移転後も、佐倉市の美術館庭園は一部縮小の上で今後も通年の無料開放を継続することを決めた。多目的グラウンドとテニスコートの市民への貸し出しも続ける。2025年4月中は庭園整備のため休園し、同年5月1日からの再開を目指す。

## 沿革
- 1990年（平成2年） 5月2日 - 川村記念美術館として開館[1]。
- 2007年（平成19年） 7月2日 - リニューアル工事のため休館。
- 2008年（平成20年） 3月15日 - リニューアルオープン。延床面積が改築前の約1.5倍に拡張される。
- 2011年（平成25年） 4月1日 - 館名をDIC川村記念美術館に変更。
- 2025年（令和7年） 4月1日 - 休館[11]。

## 主な収蔵品
公式ウェブサイトの「主なコレクション」より抜粋。
- レンブラント『広つば帽を被った男』（1635年）
- モネ『睡蓮』（1907年）
- ルノワール『水浴する女』
- エルンスト『石化した森』（1927年）
- ジャクソン・ポロック『緑、黒、黄褐色のコンポジション』（1951年）
- マーク・ロスコ『無題』（シーグラムビル壁画）（1958年・1959年）
- フランク・ステラ『ヒラクラ III』（1968年）

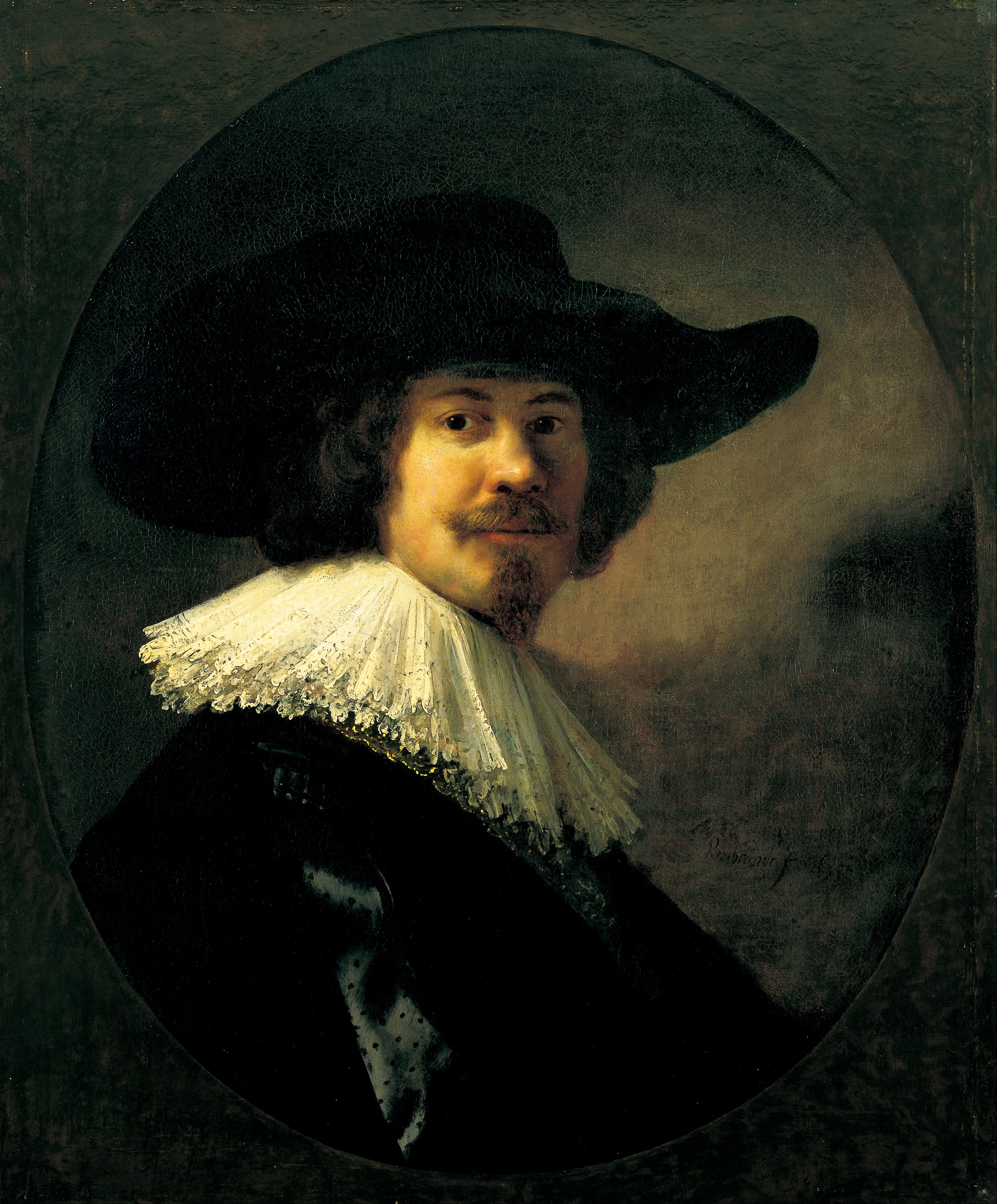
レンブラント『広つば帽を被った男』1635年
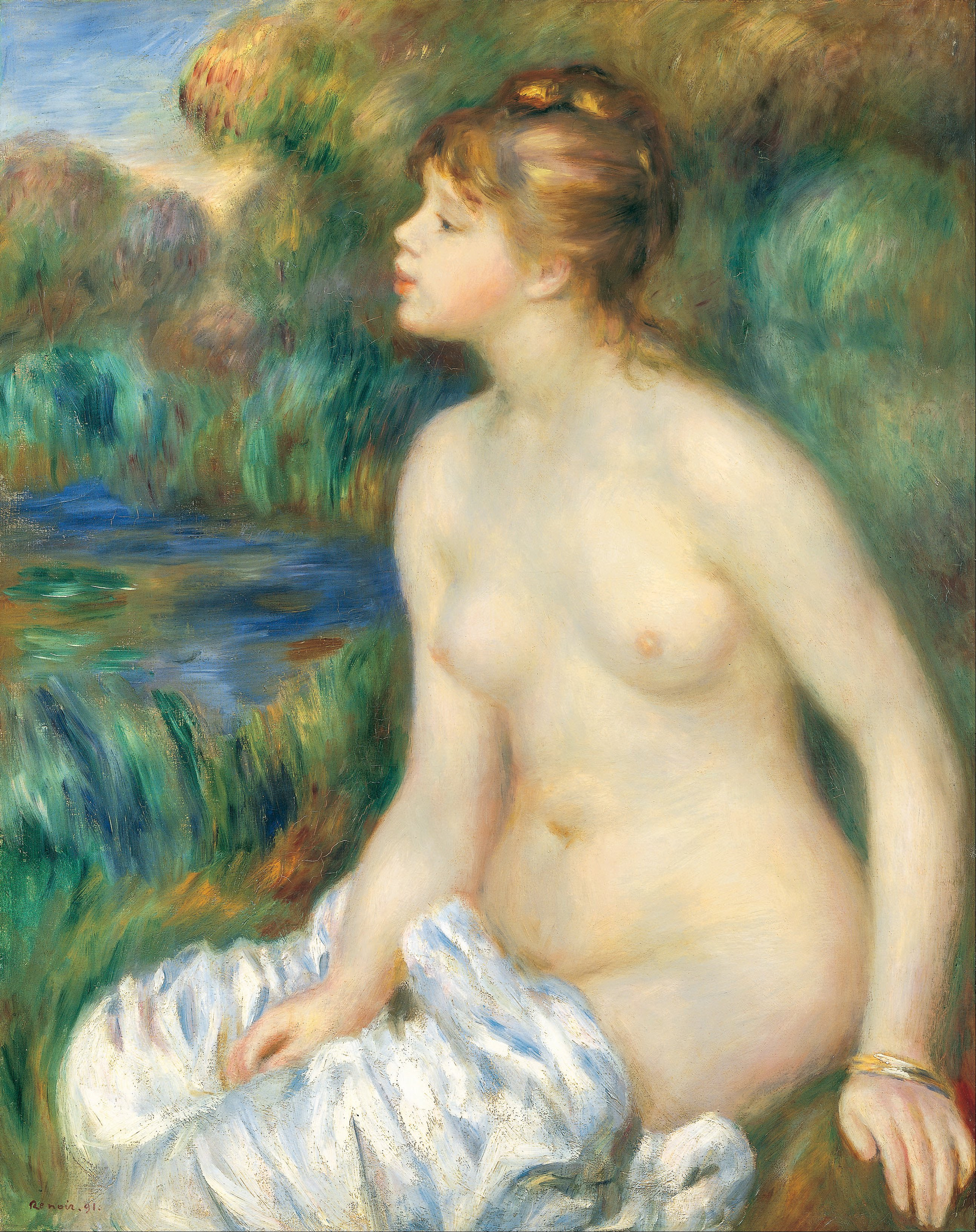
ルノワール『水浴する女』1891年
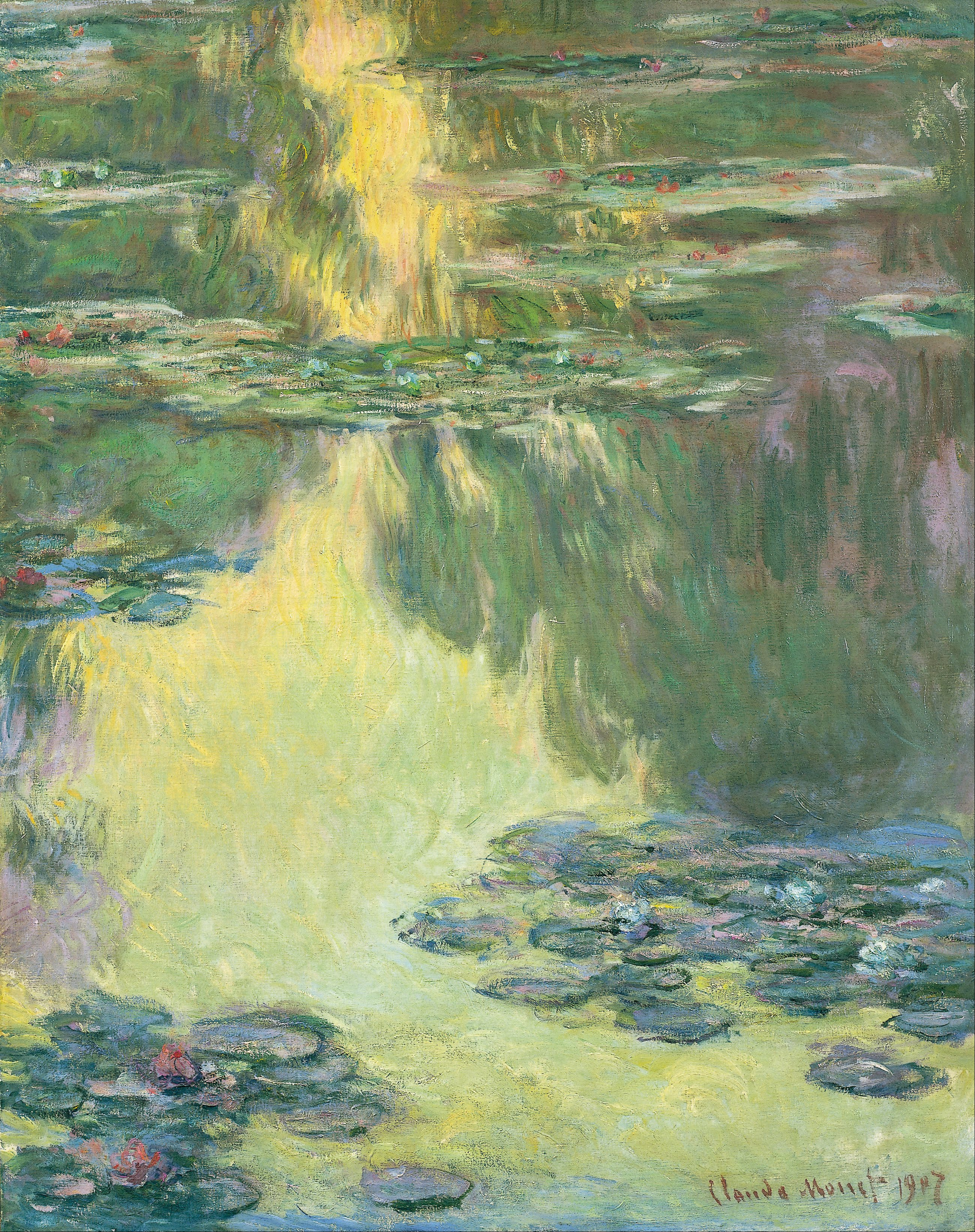
モネ『睡蓮』1907年

当館が所蔵していたバーネット・ニューマン『アンナの光』（1968年）は、2013年に日本国外の企業へ譲渡されたことがDICから公式発表されている。
館蔵品には尾形光琳、長谷川等伯など、日本の近世絵画にも優れたものがあったが、収集方針の変更にともない、当館は日本画の展示を2017年12月3日で終了し、収蔵する日本画は他へ譲渡することを公式サイトで発表した。重要文化財の長谷川等伯筆『烏鷺図』は実業家の前澤友作に譲渡された 。

## 交通
1. 港区の国際文化会館
2.（参考）佐倉市の旧美術館庭園
- 佐倉駅（JR東日本総武本線・成田線）・京成佐倉駅（京成電鉄本線）からの無料送迎バス、および東京駅からの高速バス[注 1]は、佐倉の美術館休館に伴い運行を終了した[18]。